# La luna en el espejo
La luna en el espejo (La luna en el espejo) è un film del 1990 diretto da Silvio Caiozzi.

## Riconoscimenti
- 47ª Mostra internazionale d'arte cinematografica di Venezia
  - Miglior interpretazione femminile (Gloria Münchmeyer)
- 1990 - Semana Internacional de Cine de Valladolid
  - Premio speciale della giuria